# Auguste-Guillaume de Prusse (1722-1758)
 (avril 2020).
Si vous disposez d'ouvrages ou d'articles de référence ou si vous connaissez des sites web de qualité traitant du thème abordé ici, merci de compléter l'article en donnant les références utiles à sa vérifiabilité et en les liant à la section « Notes et références ».

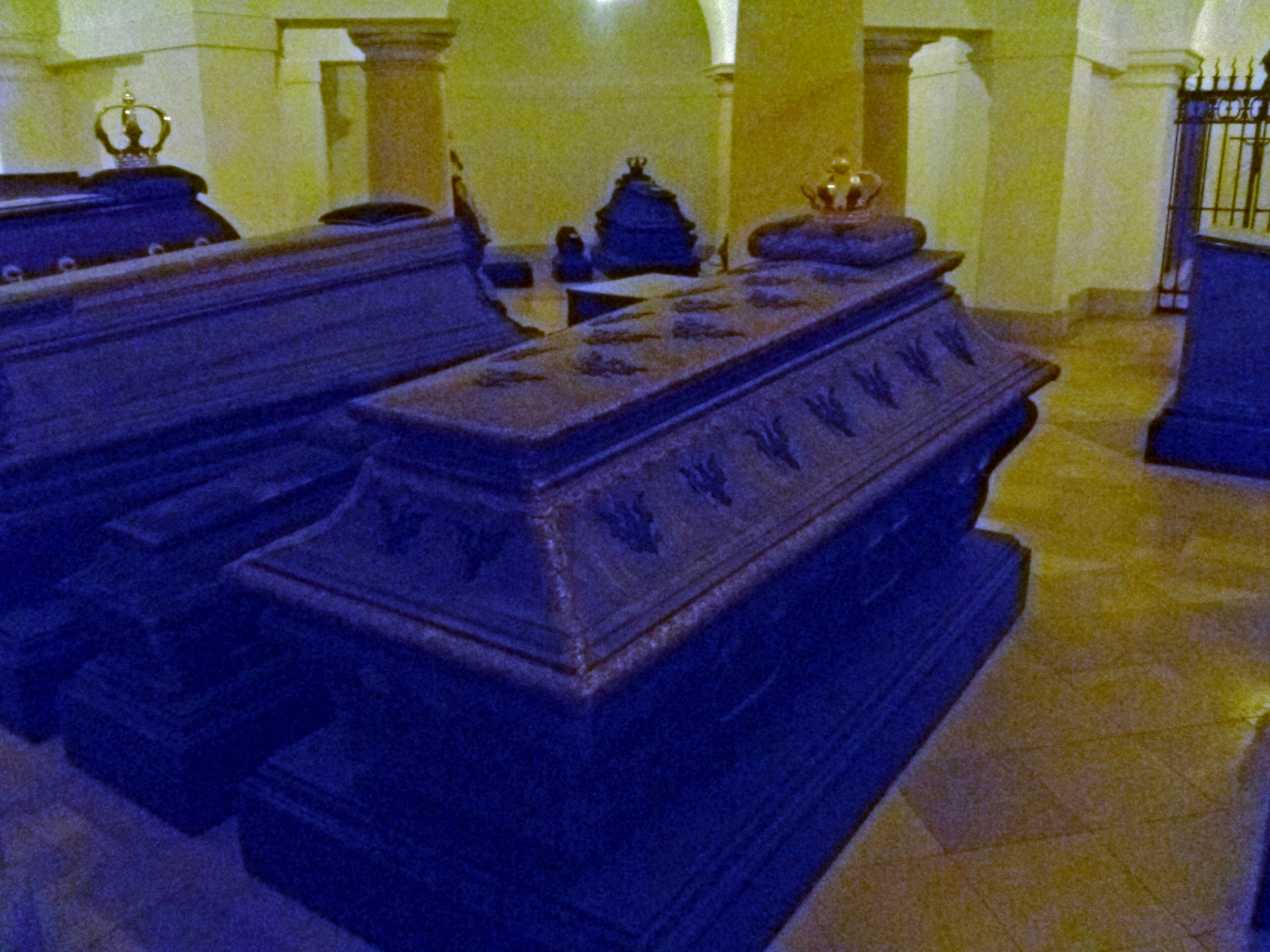
Vue de la sépulture.

Pour les articles homonymes, voir Auguste-Guillaume de Prusse.
Titre
Prince héritier
Auguste-Guillaume de Prusse (né le 9 août 1722 à Berlin – mort 12 juin 1758 à Oranienbourg) est un prince et général prussien. Frédéric II fit de lui son successeur désigné, mais il mourut prématurément après sa disgrâce à la défaite de Kolin (1757). C'est néanmoins sa descendance qui continua la lignée royale des Hohenzollern.

## Biographie

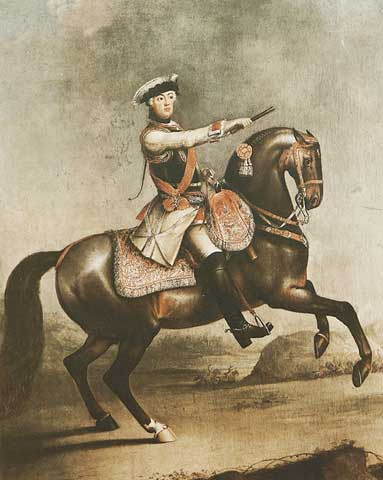
Le prince Auguste-Guillaume de Prusse.

Auguste-Guillaume était le onzième enfant du roi Frédéric-Guillaume Ier de Prusse (1688 – 1740) et de Sophie-Dorothée de Hanovre (1687 – 1757), fille du roi George Ier de Grande-Bretagne. Il était par conséquent un cadet de Frédéric le Grand. Auguste-Guillaume passait pour avoir un tempérament plus enjoué que son aîné, et était le préféré du père. Au plus fort de son inimitié avec le prince Frédéric, le « Roi-Sergent » envisagea même de faire d’Auguste-Guillaume le prince héritier.
En 1741, son frère Frédéric, devenu roi, l'éleva au rang de général (Generalmajor) et c'est avec ce grade que ce prince de 19 ans prit part aux deux guerres de Silésie (1741-42). Dès le début de la guerre de Sept Ans, en 1756, Auguste-Guillaume fut promu général d’infanterie mais entra en opposition avec son frère, qui recherchait une alliance avec l'Angleterre.
Il exerça pour la première fois le commandement en chef lors de la retraite des troupes prussiennes à la bataille de Kolin. Cette opération est restée dans les annales militaires comme une succession d'erreurs commises par les deux camps ; elle culmina d'ailleurs par le bombardement intempestif de Zittau par l'armée autrichienne. En conséquence, Frédéric II dut entreprendre une contre-marche avec l'armée de Silésie pour venir au secours de son frère ; une fois opérée la jonction des deux armées à Bautzen, le roi de Prusse congédia brutalement son frère. Abattu moralement et physiquement, le prince mourut un an après presque jour pour jour. Son témoignage, « Relation de la campagne de 1757 », paru en 1769, contribua sérieusement à ternir la réputation de Frédéric II.
S'il est indiscutable qu'en tant que commandant en chef de l’armée il devait répondre des erreurs tactiques commises, il faut du moins se demander si ces erreurs furent le fait de ses propres ordres. Voici ce qu'en dit le général Charles-Emmanuel de Warnery (en), alors officier prussien :
« ...pour notre malheur, le Prince de Prusse, par un mélange de prudence et de confiance, s’en remit aux conseils des généraux dont il prisait le plus le jugement ; s’il avait seulement suivi ses propres idées, tout serait allé pour le mieux. Car il comprenait la chose dix fois mieux que tous ceux vers qui il se tournait. »— cité par Henry Lloyd, Histoire de la guerre d'Allemagne., vol. 1, 1783
Son frère cadet Henri érigea à sa mémoire, et comme un défi au roi de Prusse, un obélisque dans le parc du château de Rheinsberg
.

### Prince de Prusse
Auguste-Guillaume épousa le 6 janvier 1742 à Berlin Louise-Amélie de Brunswick-Wolfenbüttel (1722 – 1780), fille du duc Ferdinand-Albert de Brunswick-Wolfenbüttel. Le marié était le frère du roi, la mariée, la sœur de la reine. Le roi, n'ayant aucun commerce avec sa femme, ne pouvait en avoir d'enfant ; le mariage du frère du roi avec la sœur de la reine devait pallier cet inconvénient tout en ménageant les susceptibilités des deux dynasties. Ce fut une union malheureuse et Auguste-Guillaume demanda à son frère de lui accorder le divorce, afin qu'il puisse épouser une autre dame de la cour, Sophie Marie von Pannwitz (de) ; ce comportement ne fit qu'irriter le roi de Prusse. Le couple eut néanmoins plusieurs enfants :
- Frédéric-Guillaume II (1744 – 1797), futur roi de Prusse ;
  - 1res noces en 1765 (divorce en 1767), la princesse Élisabeth-Christine-Ulrique de Brunswick-Wolfenbüttel (1746 – 1840) ;
  - épouse en secondes noces la princesse Frédérique-Louise de Hesse-Darmstadt (1751 – 1805) ;
- Henri (1747 – 1767) ;
- Wilhelmine (1751 – 1820), qui épousera en 1767 le prince Guillaume V d'Orange-Nassau, stathouder des Provinces-Unies (1748 – 1806) ;
- Émile (1758 – 1759).

C'est pourquoi, en 1744, Frédéric II, sans enfant, fit d’Auguste-Guillaume le « prince de Prusse », et par là-même son successeur présomptif au trône. Selon la loi salique, à défaut de prince héritier de la maison de Hohenzollern, le titre de roi devait en effet revenir au prince de Prusse et être transmis à sa descendance. Avec la mort prématurée d’Auguste-Guillaume, l'autorité et le titre royal passèrent à son fils Frédéric-Guillaume. Le titre de prince de Prusse ne sera de nouveau porté qu'au XIXe siècle par le futur roi Guillaume Ier.